# Фонсека, Кинья
Кинья Фонсека (порт. Kinha Fonseca, род. 3 августа 1978) — мозамбийский шоссейный велогонщик.

## Карьера
Двукратный Чемпион Мозамбика в индивидуальной гонке 
2011 и 2012 годов.
Был одним из кандидатов для участия на Всеафриканских играх 2011 года которые проходили в Мапуту (Мозамбик).

## Достижения
2011
 Чемпион Мозамбика — индивидуальная гонка
2012
 Чемпион Мозамбика — индивидуальная гонка